# Jesper Pedersen
Jesper Pedersen est un skieur handisport norvégien, né le 23 août 1999.

## Palmarès

### Jeux paralympiques
| Épreuve / Édition | Pyeongchang 2018 | Pékin 2022 |
| ----------------- | ---------------- | ---------- |
| Descente          | 6e               | Argent     |
| Super-G           | 4e               | Or         |
| Slalom géant      | Or               | Or         |
| Slalom            |                  |            |
| Super combiné     | Bronze           | Or         |